# Eucanyra lalokensis
Eucanyra lalokensis är en insektsart som först beskrevs av Frederick Arthur Godfrey Muir 1913.  Eucanyra lalokensis ingår i släktet Eucanyra och familjen sporrstritar. Inga underarter finns listade i Catalogue of Life.